# Lobás
Lobás (logbas) são um povo da Região Oriental do Gana, na África. Segundo estimado em 2003, englobam 7 300 indivíduos falantes de lobá, inglês e euê.